# Anonym.OS
Anonym.OS — операционная система в формате Live CD, основанная на OpenBSD 3.8 с надёжными инструментами шифрования и анонимизации. Цель проекта состояла в обеспечении безопасного, анонимного доступа в интернет повседневным пользователям. В качестве оконного менеджера использован Fluxbox.
Проект был прекращён после выхода Beta 4 (2006).

## Распространение
Разработана, создана и распространялась kaos.theory/security.research.

## Наследие
Хотя этот конкретный проект больше не обновляется, его преемниками являются Incognito OS (прекращено в 2008 году) и FreeSBIE.